# Elisenberg station
Elisenberg station (norska Elisenberg stasjon) i Oslo var en planerad järnvägsstation som aldrig färdigställdes. Den blev påbörjad och skulle ha legat längs Oslotunnelen, mellan Nationaltheatrets station och Skøyen. Stationen ingick i NSB:s planer för Oslotunnelen på 1960-talet. Byggandet satte igång och utsprängningarna färdigställdes. Även plattformen på 220 meter blev klar. Byggkostnaden var 30 miljoner kronor.
Det är inte speciellt sannolikt att stationen kommer att öppnas, efter att Nationaltheatrets station 1999 byggdes om för att öka tågkapaciteten från 16 till 24 tåg i timmen i vardera riktningen. Om Elisenberg station skulle tillkomma, skulle kapaciteten begränsas till den man som man hade före ombyggnaden av Nationaltheatrets station.

## Eftermäle
Stationen används idag som lagerlokal och övningsplats för Oslos brandkår.